# Periodic Safety Update Report
Een Periodic Safety Update Report (PSUR) is een document dat alle ongewenste effecten van een medicijn verzamelt en analyseert.
Gezondheidsprofessionals die ongewenste effecten tegenkomen bij patiënten rapporteren deze aan de fabrikant of de vergunninghouder van het geneesmiddel. De meldingen worden verzameld in een PSUR. Dat document wordt aan de gezondheidsautoriteit gegeven. In België is dat het Federaal Agentschap voor Geneesmiddelen en Gezondheidsproducten. 
De documenten moeten in de eerste twee jaar na het op de markt brengen elke zes maanden worden aangeleverd, nadien twee jaar jaarlijks, nadien driejaarlijks.